# 前置时间
前置时间指的是一个过程从发起到执行完毕之间间隔的时间。比方说，一辆新汽车从下订单到生产完毕开始运送之间需要花费的前置时间无论如何都大概需要两周到六个月时间。在制造业，缩短前置时间是精益生产中较为重要的一环。

## 供应链管理
在供应链管理中，前置时间用来指采购方从开始下单订购到供应商完成生产准备交货中间所间隔的时间，通常我们以天计算，如lead time: 20 days，就是说从下单后，工厂20天内发货。
在没有完成品或在成品的行业，前置时间则算作是从下单到完成生产订单的时间。

## 制造业
在制造业领域，前置时间的意义与供应链管理中的意义相同，但额外还需要包括供应商提供原材料到制造商手上的时间。运输时间之所以也包括在前置时间内，是因为制造企业需要知道原材料要何时才能准备完毕着手物料需求计划。如果可能的话还应该把制造企业从收到原材料到准备用原材料开始进行生产之间的时间也纳入前置时间。那些制造企业从卡车上把货物卸下来，验货，入库这些时间不应该看做是可以忽略的。如果企业有着严谨的制造流程管控，或者企业采取的是及时生产制度，那么供应链管理者必须知道他们自己内部各个环节需要花费多少时间。
前置时间由以下部分组成：
- 预加工前置时间（也称为“计划时间”或“书面作业时间”）指从了解需求到制定一个采购订单（如果你是采购方）或安排生产计划（如果你是制造方）需要花费的时间。
- 加工前置时间指采购或生产一项货品需要花费的时间。
- 后加工前置时间指从收到一项已购货品到将它计入库存商品（包括检疫、验货等过程）需要花费的时间。

举例
甲公司想要乙公司在收到订单2天后就将原材料发出，乙公司发货后，甲公司需要3天才能收到原材料，而将原材料准备完毕可以开始生产另外还需要1天。
- 如果甲公司的供应链部门向乙公司询问这批原材料的前置时间，乙公司的回复则为2天。
- 如果甲公司的生产部门向供应链部门询问前置时间，他们得到的回复将会是5天，因为运输时间也会计入前置时间。
- 如果一个生产线工人向生产部门经理询问前置时间，他得到的回复将会是6天，因为准备时间也会计入前置时间。

补充内容
“前置时间”这个术语已经有了更为详细的定义。从收到客户订单到完成订单并发货的整个供应链流程可以分成五段前置时间：
- 接收订单前置时间：从收到客户订单到完成客户订单的时间
- 处理订单前置时间：从收到客户订单到创建销售订单的时间
- 制造前置时间：从收到销售订单到货品生产完成（准备发货）的时间
- 生产前置时间：从开始生产第一件货品到货品生产完成（准备发货）的时间
- 运输前置时间：从货品生产完成到完成客户订单的时间。

举例
一家饭店开始营业了，走进来一位顾客。服务员带顾客到一张餐桌边坐下，给他菜单，问他想要吃点什么。这位顾客点了一份菜，服务员在小本子上记了下来。就在记下来这一刻，顾客下了一个订单，饭店收到了这个订单——接收订单前置时间和处理订单前置时间开始计时了。接着服务员把订单送到收银台，从小本子上把写着订单的那一页纸撕下来，把它给到厨房里，排进订单列表里。这个时候订单就处理好了，等着工厂（厨房）来生产了。因为没有其他顾客，服务员决定站在厨房门口，等着厨子做好菜，这段时间就要计入制造前置时间了。
厨子忙完了他手头的活，从订单列表里拿来那页订单，开始做菜，同时生产前置时间就开始计算了。厨子切菜，煎肉，煮面，做完整盘菜后，敲铃让服务员来取菜，这时生产前置时间也就停止计时了，同时服务员也把制造前置时间的计时停了下来，走进厨房，端起了热腾腾的菜。
当服务员端起菜盘，运输前置时间开始计时，直到这盘菜送到顾客桌上才停止计时，这时候顾客也可以停止计算接收订单前置时间了，或许还能打趣说声前置时间比他预期的还短。

## 项目管理
在项目管理中，前置时间是指完成一项任务或一组关联任务的时间。整个项目的前置时间则是项目关键路径的总体持续时间。
前置时间也包括前导任务完成后到当前任务开始前的那段时间。

## 新闻业
在出版业中，前置时间指的是一个记者从收到一个撰稿任务到交稿之间间隔的时间。根据发表时间不同，前置时间会在几小时到好几个月甚至好几年之间不等。

## 医疗业
就疾病而言，前置时间指的是在筛查过程中发现一种疾病到掌握这种疾病的症候以及鉴别诊断方法之间间隔的时间。以乳腺癌筛查为例，无疾病症状的女性会在乳房X线摄影中得出阳性测试结果，而潜伏中的乳腺癌会经过很多年才会显现出症状来。